# 普拉托拉塞拉
普拉托拉塞拉（義大利語：Pratola Serra），是意大利阿韦利诺省的一个市镇。总面积8平方公里，人口3636人，人口密度454.5人/平方公里（2009年）。ISTAT代码为064075。